# マンクス・ポンド
マンクス・ポンド（Manx pound）は、イギリス王室属領であるマン島の通貨。イギリス・ポンドと等価であり、マン島内ではイギリス・ポンドを使用することができるが、マン島以外でマンクス・ポンドを使用することはできない。マン島政府が発行する。

## 紙幣・硬貨
硬貨は1, 2, 5, 10, 20, 50ペンスと1, 2, 5ポンドが、紙幣は1, 5, 10, 20, 50ポンドが発行されている。